# Timothy McTague
Tim McTague es un músico estadounidense, guitarrista de la banda de metalcore Underoath.

## Historia

### Carrera musical
Timothy participó a inicios del 2000, en la banda de post hardcore Martyr's Prayer, como bajista.
McTague ingresa como guitarrista principal a la banda de metalcore Underoath, reemplazando al guitarrista cofundador Corey Steger, quien dio su último show el verano de ese mismo año en el Wild Theory Fest. Hasta ese momento Tim aprendía canciones escritas por Corey. Posteriormente en el álbum The Changing of Times, retoma liderazgo, junto a Dallas Taylor y renovaría el sonido de la banda en los discos posteriores, fusionando sonidos junto a los teclados y programaciones de Christopher Dudley, durante los conciertos, dejando un poco el sonido distorsionado, haciendo más riffs hacia la tendencia post hardcore sin embargo fusionándolo con el unblack metal y death metal de los inicios de la banda que más tarde perderían protagonismo con el siguiente disco de la banda.
Tim participó como guitarrista en los siguientes álbumes de la banda, en el año 2007, el baterista/vocalista, Aaron Gillespie, sufre problemas médicos, así que el lo reemplaza en las voces claras, mientras que Kenny Bozich toma la batería. En el último álbum de la banda, Ø (Disambiguation) (2010), McTague aporta con voces claras en algunos temas.
Tim también es productor, produjo el EP No Gift to Bring, de la banda The Almost

### Vida personal
Tim vive en un apartamento con dos dormitorios con 4-6 amigos dependiendo de quién necesita un hogar en ese entonces. Tim se llama a sí mismo un fan del minimalismo, y piensa que reduciendo en consumo de recursos y viviendo en comunidad ayuda mucho al mundo, le gusta montar en su motocicleta, comer, y practicar yoga con sus amigos Smitty y Donald , sus compañeros de cuarto y lectura. Un pensamiento inusual de Tim fue encontrado en el sitio oficial de Underoath sobre Tim que deseaba ir detrás de William Wallace y ayudarle a liberar a Escocia. Tim es reconocido por ser usuario de las guitarras de alto costo Gibson Les Paul y Gibson SG, esta última su favorita y con la que lleva tocando desde el álbum They're Only Chasing Safety.

## Controversias

### Controversia de Tim contra A7X
En el año 2009, Tim criticó duramente a Avenged Sevenfold, diciendo:
```

```

La gente pudo habernos asociado con Avenged porque son malditos republicanos y "muy metaleros", pero son un mero montaje, son un circo. No saben tocar y no pueden escribir canciones. Si necesitas usar maquillaje y mierdas de nombres como Synyster Gates para vender discos, entonces no deberías estar aquí. Eso no es rock 'n' roll para mí. Quizás Arena rock, pero no rock 'n' roll verdadero. Si te bases en cuan genial y cool eres o en cuantas mujeres puedes engañar haciéndoles pensar que tu banda es cool simplemente deberías... irte a tu casa. No estoy diciendo que Avenged Sevenfold hace eso, pero ellos hacen tanta basura que me hacen pensar "esa es la razón de que ustedes y nosotros nunca seremos iguales". Al mismo tiempo, nosotros no escribimos un disco tan heavy sólo para mostrarles a todos los fans de Avenged Sevenfold como es el verdadero metal.- <smallTm McTague

La banda recibió duras críticas de fanes de Avenged Sevenfold, Aiden mostró apoyo por A7X, pero no fue culpa de Underoath, ya que el comentario lo dijo McTague

### Controversia de Underoath contra NOFX
Underoath tenía fijadas las fechas para participar en el Warped Tour 2006, pero el 28 de julio se anunció:
```

```

Sentíamos la necesidad de pasar un tiempo juntos para centrarnos en nuestra amistad, que es muy importante como para arriesgarla en un tour- Underoath

Sin embargo empezaron los rumores, y pronto supo que la banda abandono en realidad el tour porque el líder de NOFX, Fat Mike se había burlado de Underoath y de su creencia cristiana. Estos rumores fueron confirmados por el mismo Fat Mike, en una entrevista para PunkNews.org, en la que dijo que la banda de verdad estaba en la quiebra, pero que también se burló de la banda y criticó la postura que ellos tienen frente a la unión gay; pero acentuó que tenía confianza con Underoath a comienzos del tour, que había tenido conversaciones civilizadas con varios miembros de la banda y que tenía una política personal, que consiste en no hacer bromas con personas con las que no ha compartido ni ha tenido una relación estrecha, como la tuvo con los miembros de Underoath. Mike también reveló que la banda tuvo discusiones internas después de que el cantante Spencer Chamberlain, había tomado unas cervezas con Mike detrás del escenario, unas noches antes de la salida de Underoath del tour.
En una entrevista en la revista Alternative Press sobre Underoath, Mike dijo:
```

```

...Spencer Chamberlain confía mucho más en el que en los miembros de la banda, habían estado teniendo muchas discusiones sobre sus creencias religiosas... / ... nunca llamaba a Underoath "homofóbicos", pero están en contra de la gente homosexual que tiene los mismos derechos que los de las demás personas...- Fat Mike, vocalista/bajista de NOFX

La respuesta a ello fue:
```

```

...El 90% de lo que piensa Fat Mike y cree sobre nuestro país y nuestro gobierno, coincide con mi pensamiento, pero no con la iglesia conservadora o el lado liberal izquierdista extremo...- Timothy McTague, guitarrista de Underoath

## Discografía
- The Changing of Times (LP, 2002)
- They're Only Chasing Safety (LP, 2004)
- Define the Great Line (LP, 2006)
- 777 (DVD, 2007)
- Survive, Kaleidoscope (CD/DVD, 2008)
- Lost In The Sound Of Separation (LP, 2008)
- Live at Koko (CD/DVD, 2010)
- Ø (Disambiguation) (LP, 2010)
- Erase Me (LP, 2018)
- Voyeurist (LP, 2022)
- The Place After This One (LP, 2025)

### Sencillos
| Año  | Canción                                               | Álbum                           |
| ---- | ----------------------------------------------------- | ------------------------------- |
| 2002 | "When the Sun Sleeps"                                 | The Changing of Times           |
| 2004 | "Reinventing Your Exit"                               | They're Only Chasing Safety     |
| 2004 | "It's Dangerous Business Walking out Your Front Door" | They're Only Chasing Safety     |
| 2006 | "Writing on the Walls"                                | Define the Great Line           |
| 2006 | "In Regards to Myself"                                | Define the Great Line           |
| 2007 | "You're Ever So Inviting"                             | Define the Great Line           |
| 2007 | "A Moment Suspended in Time"                          | Define the Great Line           |
| 2008 | "Desperate Times, Desperate Measures"                 | Lost In The Sound Of Separation |
| 2009 | "Too Bright to See, Too Loud to Hear"                 | Lost In The Sound Of Separation |
| 2010 | "In Division"                                         | Ø (Disambiguation)              |
| 2011 | "Paper Lung"                                          | Ø (Disambiguation)              |

## Videografía
| Año  | Canción                                               | Director          |
| ---- | ----------------------------------------------------- | ----------------- |
| 2002 | "When the Sun Sleeps"                                 | Darren Doane      |
| 2004 | "Reinventing Your Exit"                               | Acquastrada       |
| 2004 | "It's Dangerous Business Walking out Your Front Door" | Josh Graham       |
| 2006 | "Writing on the Walls"                                | Popcore Films     |
| 2006 | "In Regards to Myself"                                | Popcore Films     |
| 2007 | "You're Ever So Inviting"                             | Popcore Films     |
| 2007 | "A Moment Suspended in Time"                          | Popcore Films     |
| 2008 | "Desperate Times Desperate Measures"                  | Walter Robot      |
| 2009 | "Too Bright to See Too Loud to Hear"                  | Popcore Films     |
| 2010 | "In Division"                                         | James Edwin Myers |
| 2011 | "Paper Lung"                                          | —                 |